# Бель, Фредерик
Фредерик Бель (фр. Frédérique Bel; род. 24 марта 1975, Анси, Франция) — французская актриса.

## Биография
Училась современной филологии в Гуманитарно-научном университете Страсбурга (Université Strasbourg II)  , где и получила диплом .
Она известна своей интерпретацией Дороти Долл (Dorothy Doll), ”стереотипа блондинки” (Stéréotype de la blonde), в телепередаче «La Minute blonde» на французском телеканале Canal+ и в то же самое время она начинает сниматься в кино.
Затем она играет первую роль в романтичной комедии Эмманюэль Муре с Фанни Валет (Fanny Valette), Дани Брийан «Перемена адреса». Она играет также главную роль в кинокартине «Злодей» (Vilaine) в 2008 году. В 2009 году она работает в фильме «Сафари», где её партнёрами по съёмочной площадке стали Кад Мерад и Ги Леклюиз.
В 2009 году она была приглашена поработать в качестве певицы в книге-диске детских песен «À la récré» страсбургской группы «Weepers Circus».
В том же году озвучила персонажа мультфильма «Артур и месть Урдалака», режиссёром, сценаристом и продюсером которого выступил Люк Бессон.
Год спустя Фредерик исполнила роль «мещанки» в фильме «Необычайные приключения Адель» работая вместе с исполнительницей главной роли Луизой Бургуэн и Матьё Амальриком.
В 2011 году она сыграла главную роль в триллере «Красные ночи».
В 2012 году Фредерик Бель сыграла в авторском фильме «L'amour dure trois ans» режиссёра Фредерика Бегбедера, а затем получила роль второго плана в комедии «Les Seigneurs» режиссёра Оливье Даана.
В 2013 году она сыграла одну из главных ролей в романтической комедии «Hôtel Normandy», снятой в престижном отеле Normandy Barrière, расположенном в городе Довиль.
В 2014 году Фредерик Бель сыграла одну из главных героинь в комедийном фильме «Безумная свадьба» с Кристианом Клавье и Шанталь Лауби. В том же году она снялась в комедийной драме «La Liste de mes envies», которая является адаптацией одноимённого романа, выпущенного в 2012 году.

## Фильмография
| Год  |    | Русское название                     | Оригинальное название                           | Роль                         |
| ---- | -- | ------------------------------------ | ----------------------------------------------- | ---------------------------- |
| 2000 | ф  | Вторая жизнь                         | Deuxième vie                                    | подруга отца Венсана         |
| 2003 | ф  | Твои руки на моей заднице            | Laisse tes mains sur mes hanches                | девушка                      |
| 2003 | ф  | Крутые перцы                         | La Beuze                                        | обнажённая девушка в рекламе |
| 2003 | ф  | Жил да был Иоганн Себастьян Бах      | Il était une fois... Jean-Sébastien Bach        | Мария Барбара Бах            |
| 2003 | ф  | Бутик                                | France Boutique                                 | девушка                      |
| 2004 | ф  | Квартирант                           | L'Incruste                                      | подруга Селин                |
| 2004 | ф  | Долгая помолвка                      | Un long dimanche de fiançailles                 | девушка                      |
| 2004 | ф  | Ты можешь смеяться, но я тебя бросаю | Tu vas rire, mais je te quitte                  | Ванесса                      |
| 2005 | ф  | Красотки                             | Les poupées russes                              | Барбара                      |
| 2006 | ф  | Билет в космос                       | Un ticket pour l'espace                         | Мисс Франция                 |
| 2006 | с  | Убийство на семейном вечере          | Petits meurtres en famille                      | Мадлен                       |
| 2006 | ф  | Кемпинг                              | Camping                                         | Кристи Бергугно              |
| 2006 | ф  | Перемена адреса                      | Changement d'adresse                            | Анн                          |
| 2007 | ф  | Давай поцелуемся                     | Un baiser s'il vous plaît                       | Калин                        |
| 2008 | ф  | Вечеринка вампиров                   | Les Dents de la nuit                            | Алис                         |
| 2008 | ф  | Злодей                               | Vilaine                                         | Аврора                       |
| 2008 | ф  | Мои звёзды прекрасны                 | Mes stars et moi                                | гримёрша у Изабель           |
| 2009 | ф  | Сафари                               | Safari                                          | Фабианн                      |
| 2009 | ф  | Сделай меня счастливым!              | Fais-moi plaisir!                               | Ариан                        |
| 2009 | ф  | Большая жизнь                        | La grande vie                                   | Одиль                        |
| 2009 | мф | Чудаки                               | Lascars                                         | Мануэлла                     |
| 2009 | мф | Артур и месть Урдалака               | Arthur et la Vengeance de Maltazard             | мать Артура                  |
| 2010 | ф  | Необычайные приключения Адель        | Les Aventures extraordinaires d'Adèle Blanc-Sec | мещанка                      |
| 2010 | мф | История игрушек 3                    | Toy Story 3                                     | Барби                        |
| 2011 | ф  | Искусство любить                     | L'Art d'aimer                                   |                              |
| 2011 | ф  | Славный городок                      | Beur sur la ville                               | наивная блондинка            |
| 2011 | ф  | Любовь живёт три года                | L'amour dure trois ans                          | Кати                         |
| 2014 | с  | Военная хроника                      | Métal Hurlant Chronicles                        | Лаэрана Эпизод «Второй сын»  |
| 2014 | ф  | Безумная свадьба                     | Qu'est-ce qu'on a fait au Bon Dieu?             | Изабель                      |
| 2016 | ф  | Пришельцы 3: Взятие Бастилии         | Les Visiteurs: La Révolution                    | Флёр                         |
| 2018 | ф  | Самая безумная свадьба               | Qu'est-ce qu'on a encore fait au bon Dieu?      | Изабель                      |